# 續守言
續守言（生卒年不詳）是日本飛鳥時代後期（7世紀後半葉）從唐朝來到倭國的渡來人，在持統天皇在位時期，曾擔任音博士一職。
660年，唐朝滅亡百濟。百濟遺臣鬼室福信為了復興百濟，起兵反唐，捕獲了唐人續守言和薩弘恪。為了迎回在倭國當人質的百濟王子豐璋並得到軍事援助，鬼室福信將續守言和薩弘恪送給了倭國。根據《日本書紀》記載，續守言和薩弘恪二人被百濟人送往筑紫，並於天智天皇二年（663年）2月左右送往倭國的都城。二人同一百餘名唐朝俘虜一起，被安置在近江國，後來移往美濃國的不破、方縣兩郡居住。
此後，續守言和薩弘恪出仕於日本朝廷，並在持統天皇三年（689年）獲賜稻子。持統五年（691年）9月，獲賜銀20兩。在《日本書紀》中，續守言和薩弘恪在此時擔任的官職是音博士，也就是在教授儒家經典的時候，教學生正確使用唐語（中國語）發音的官員。
持統六年12月，因參與飛鳥淨御原令的編輯和日本國史的編纂，獲賜水田4町。